# (13764) Mcalanis
(13764) Mcalanis (1998 SW135) – planetoida z pasa głównego asteroid okrążająca Słońce w ciągu 3,4 lat w średniej odległości 2,26 j.a. Odkryta 26 września 1998 roku.